# 満点!アイ
『満点!アイ』（まんてん アイ）は、2000年10月から2001年9月21日までテレビ大阪で放送されていた情報番組である。

## 概要
2000年9月まで同局で放送されていた『満点!しあわせテレビ』の後継番組で、同番組に出演していたメンバーの一部がMC（司会）とコメンテーターを務めていた。テレビ大阪公式サイトの番組審議会報告ページにおいても、同番組のリニューアル版であることが明言されている。
番組タイトルロゴには「ニュースなワイド」というサブタイトルが付されていたが、テレビ大阪公式サイトの番組表では常にサブタイトルなしの表記が用いられていた。このサブタイトルが示す通り、番組は報道番組色を強めた内容で放送。また、月曜 - 木曜放送分については15:55 - 17:00と放送時間を大幅に縮小することとなったが、金曜放送分のみ13:55 - 17:00と『満点!しあわせテレビ』時代と同じ長さを維持していた。途中、15:30 - 15:55にテレビ東京の『ニュース日経夕刊』と『株式ニュース』を放送していた点も前番組と同様であった。
しかし2001年4月の番組リニューアルにより、金曜放送分も他の曜日と同じ長さにまで縮小。そして、それから半年で番組は終了した。『満点!しあわせテレビ』から2年半続いたテレビ大阪の夕方ワイド番組は、この番組の最終回をもって幕を閉じた。これにより、それまで1日遅れの録画放送となっていたテレビ東京の『レディス4』は、2001年10月1日からテレビ大阪でも同時ネットとなった。テレビ大阪での同時ネット再開初日には、同番組の冒頭で司会の高崎一郎がそれについて言及した。

## 出演者
すべてテレビ大阪公式サイトの記述からの参考。
- MC：千年屋俊幸、毛利聡子
- コメンテーター
  - 月曜：井上章一、玉岡かおる
  - 火曜：後藤正治
  - 水曜：ジェフ・バーグランド、若宮テイ子
  - 木曜：吉田順一
  - 金曜：成瀬國晴、熊谷真菜
- リポーター
  - 月曜：林美貴子
  - 火曜：山本しより
  - 水曜：野瀬良美
  - 木曜：吉本真樹
  - 金曜：福村千明